# Incêndio no clube Elite XXVIII de Setembro
O incêndio no clube Elite XXVIII de Setembro foi um incêndio ocorrido em São Paulo na noite de 13 de junho de 1953 no clube Elite XXVIII de Setembro, localizado na Rua Florêncio de Abreu, 259. O incêndio causou a morte de 58 pessoas e o ferimento de outras 100, tornando-se o pior da cidade até o incêndio no Edifício Joelma.

## História
Localizado sobre uma loja de tecidos e comércio variado no primeiro andar do número 259 da Rua Florêncio de Abreu, o clube "Elite XXVIII de Setembro" era um clube frequentado pela classe pobre de São Paulo e possuía capacidade para 80 pessoas, porém sempre recebia público maior que sua capacidade. Por ser um clube de origem negra foi batizado de “28 de setembro”, pois nessa data foram proclamadas as leis do Ventre Livre (1871) e a dos Sexagenários (1885). Em junho de 1953 foi anunciada uma festa junina no dia de Santo Antônio. Os donos do clube solicitaram um alvará para a prefeitura de São Paulo e informaram uma previsão de público de 130 pessoas (embora essa previsão excedesse a capacidade do salão em 50 pessoas).
Na noite de 13 de junho compareceram ao "Elite" mais de 500 pessoas, lotando o pequeno salão.  Por volta da meia noite irrompeu um pequeno incêndio em um imóvel contíguo ao clube. Notado por uma viatura da Polícia Civil, o incêndio foi comunicado ao Corpo de Bombeiros. Do quartel da Praça Clóvis partiram quatro viaturas e cinquenta homens, comandados pelo tenente Clóvis de Melo, para a Rua Florêncio de Abreu. Quando alcançaram o local às 0h25 de 14 de setembro, o incêndio havia se alastrado para o clube. Centenas de pessoas se comprimiam na única escada de acesso ao clube, localizado no primeiro andar do imóvel, enquanto outras se atiravam pelas janelas. A confusão no clube era tamanha que a multidão encurralada na escada tentou se agarrar aos bombeiros que tentavam abrir caminho para evacuar o clube. Durante o resgate o cabo dos bombeiros Antônio Duarte do Amaral e o investigador do DOPS Armando dos Santos morreram asfixiados após serem agarrados por dezenas de pessoas presas na escada de acesso ao clube.
A escada Magirus disponível era insuficiente para a evacuação dos frequentadores do clube e os bombeiros tiveram de usar mais três escadas convencionais prolongadas. Após controlar o incêndio, os bombeiros acessaram o clube e encontraram trinta corpos presos na escada. O prefeito recém-empossado Jânio Quadros compareceu ao local da tragédia de terno e pijamas. Ao ver dezenas de corpos, chorou e não fez declarações para a imprensa. Até a manhã de 14 de junho haviam sido removidos 58 corpos.

## Consequências
A causa do incêndio nunca foi determinada. Durante a investigação, as autoridades descobriram que o único destacamento de bombeiros que compareceu ao local não era aparelhado o suficiente para o resgate. A ausência de rádios de comunicação nas viaturas impediu o destacamento de solicitar reforços. Mais tarde foi descoberto que a prefeitura de São Paulo havia concedido alvará para a festa prevendo apenas oitenta pessoas e que a fiscalização de salões e boates há muito não era feita.
O cabo Antônio Duarte do Amaral recebeu homenagem póstuma da prefeitura de São Paulo, com seu nome denominando uma praça no bairro de Pinheiros.
Esse foi o pior incêndio ocorrido em São Paulo até o incêndio do Edifício Joelma em 1974 e o pior incêndio em boates no Brasil até o ocorrido na Incêndio na boate Kiss.